# Arad (Israel)
Arad (en hebreo: עֲרָד‎; en árabe: عراد) es una ciudad del Distrito Sur de Israel. De acuerdo con la Oficina Central de Estadísticas de Israel (OCEI), a fines de 2006 la ciudad tenía una población de 23.300 habitantes.
Se encuentra en el borde del Néguev y el desierto de Judea, a 25 kilómetros al oeste del mar Muerto y a 45 kilómetros al este de la ciudad de Beerseba. En la ciudad vive una población muy heterogénea, entre la que se cuentan judíos de origen asquenazí y sefardí -tanto seculares como religiosos- y beduinos. La localidad se destaca por su aire limpio y seco, que atrae a asmáticos de todas partes del planeta.
A pesar de los intentos de poblar la zona desde principios de 1921, la ciudad finalmente se fundó en noviembre de 1962 como uno de los dos últimos ayarat pitu'ah (en hebreo: עיירת פיתוח,desarrollos urbanos) que se establecieron, y la primera ciudad planificada de Israel. La población de Arad creció significativamente con la aliá de la Comunidad de Estados Independientes en la década de 1990, y alcanzó a tener en 2002 unos 24.500 residentes. La ciudad tuvo una leve disminución de la población desde entonces.
Como la segunda mayor ciudad Israel en relación con jurisdicción, Arad contiene un gran número de espacios públicos e instalaciones, tales como las ruinas de Tel Arad, el Parque Arad, un aeródromo para vuelos nacionales, y el primer circuito de carreras de Israel. También es reconocido por su festival anual de música, que fue uno de los eventos anuales de música más popular en el país hasta 1995.

## Colonias

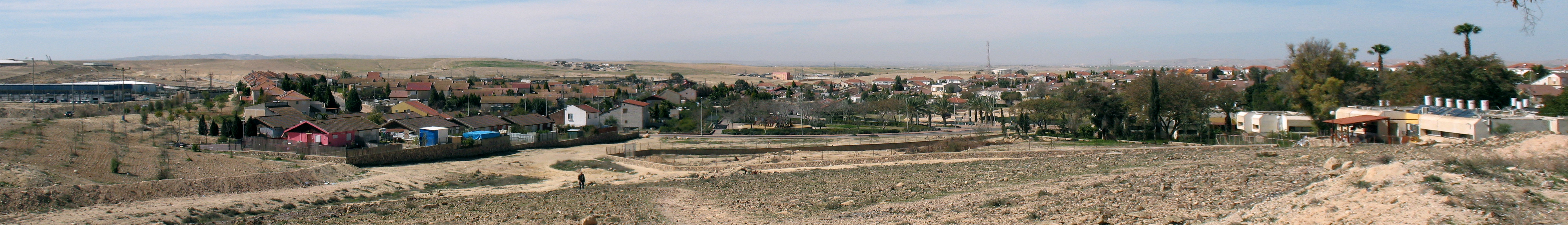
Colonia de Gevim desde el sureste

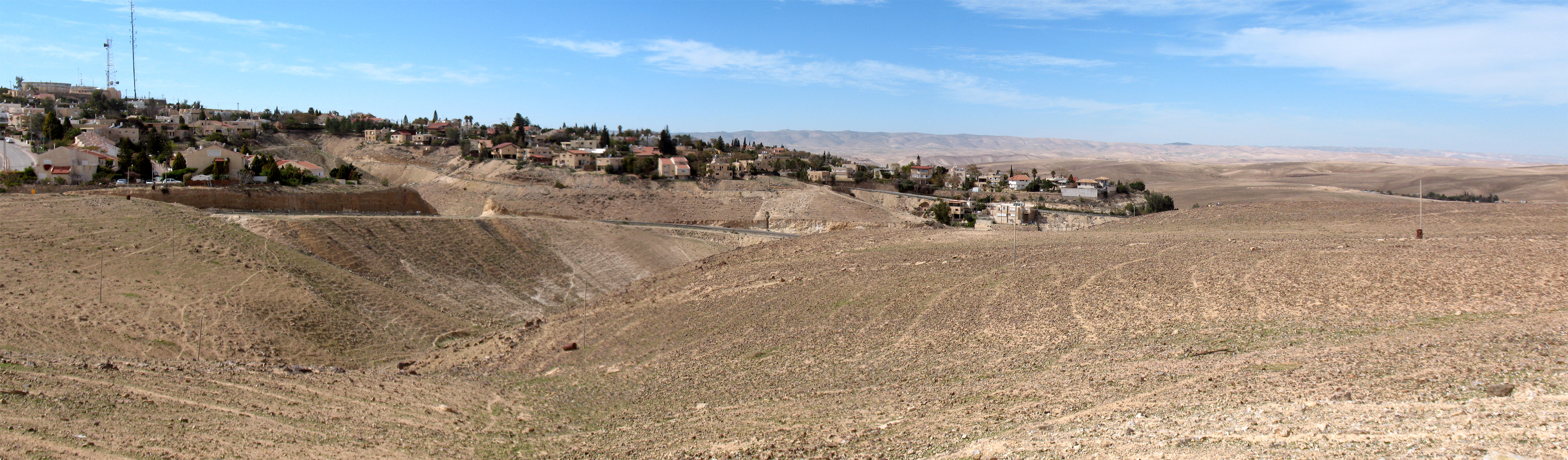
Colonia de Rotem desde el este

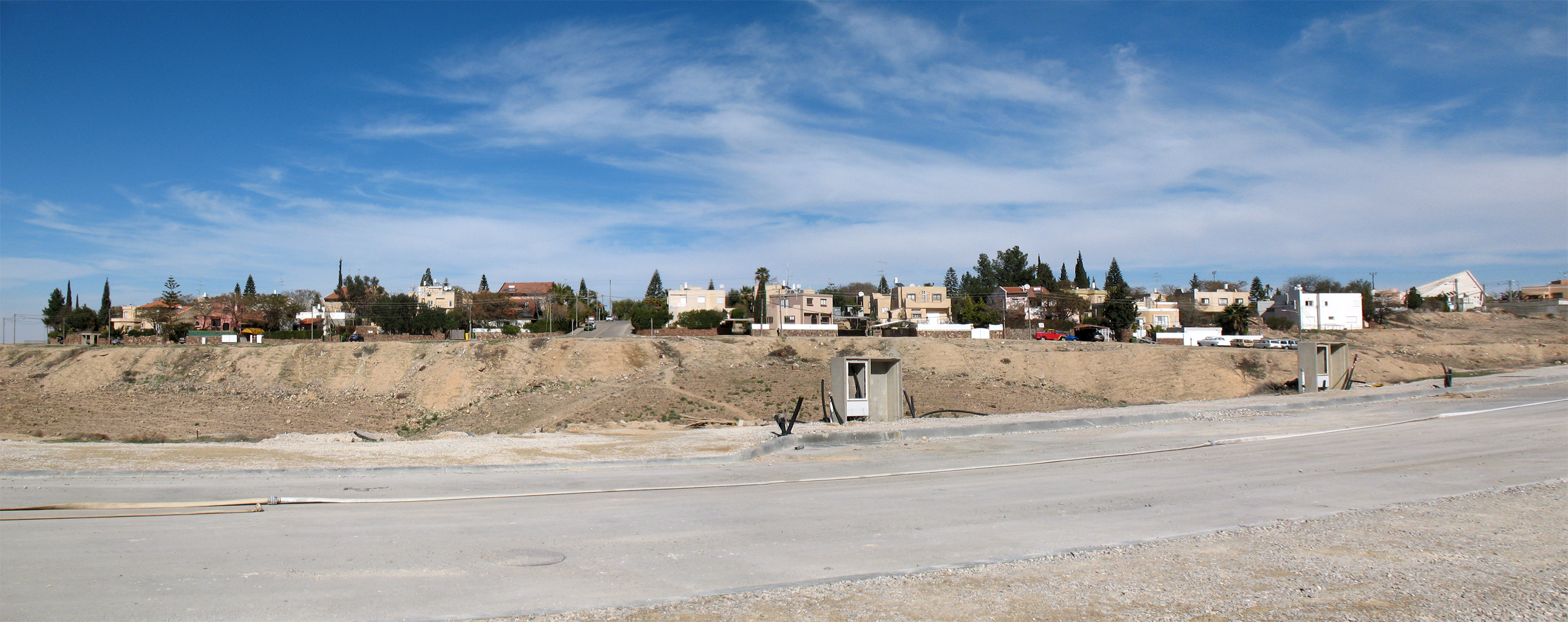
Colonia de Shake desde el suroeste

Cada colonia en Arad tiene calles nombradas de manera temática, por ejemplo, hay una colonia donde todas las calles llevan el nombre de joyas. La excepción a esto son las cuatro colonias centrales, que tienen nombres de calles más convencionales, y las dos colonias originales (Rishonim y Ne'urim). Al norte de la  autopista 31, todas las colonias tienen nombres temáticos. Al sur de la carretera se encuentra la zona industrial de Arad (la zona norte es la zona de industria ligera). Las colonias son los siguientes:
| Nombre                       | Significado    | Tema                    |
| ---------------------------- | -------------- | ----------------------- |
| Avishur                      | Abishur        |                         |
| Tlalim                       | Rocío (plural) |                         |
| Leva'ot                      | Leonas         |                         |
| Ye'elim                      | Ibices         |                         |
| Gevim                        | Cisternas      | Cuerpos fluviales       |
| Halamish                     | Sílex          | Frutas                  |
| Yehoshafat (en construcción) | Josafat        | Reyes de Israel y Judea |
| Rishonim                     | Pioneros       |                         |
| Ne'urim                      | Juventud       |                         |
| Renanim (under construction) | Alegría        | Música                  |
| Ayanot                       | Manantiales    | Manantiales             |
| Ma'of                        | Vuelo          | Aves                    |
| Hatzavim                     | Escila         | Militar                 |
| Harduf                       | Baladre        | Alturas (figurado)      |
| Shaked                       | Almendra       | Plantas                 |
| Rotem                        | Genista        | Joyas                   |

## Geología y topografía

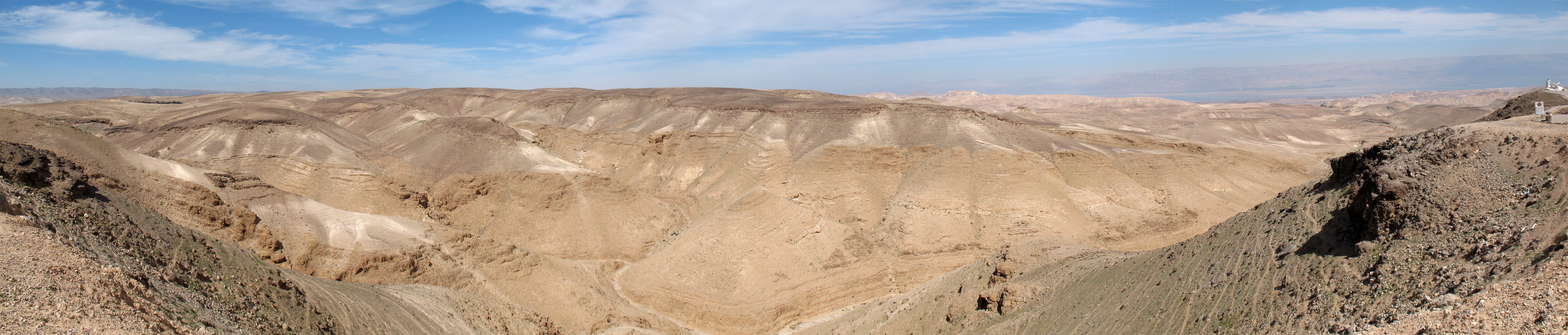
Arroyo de Kidod

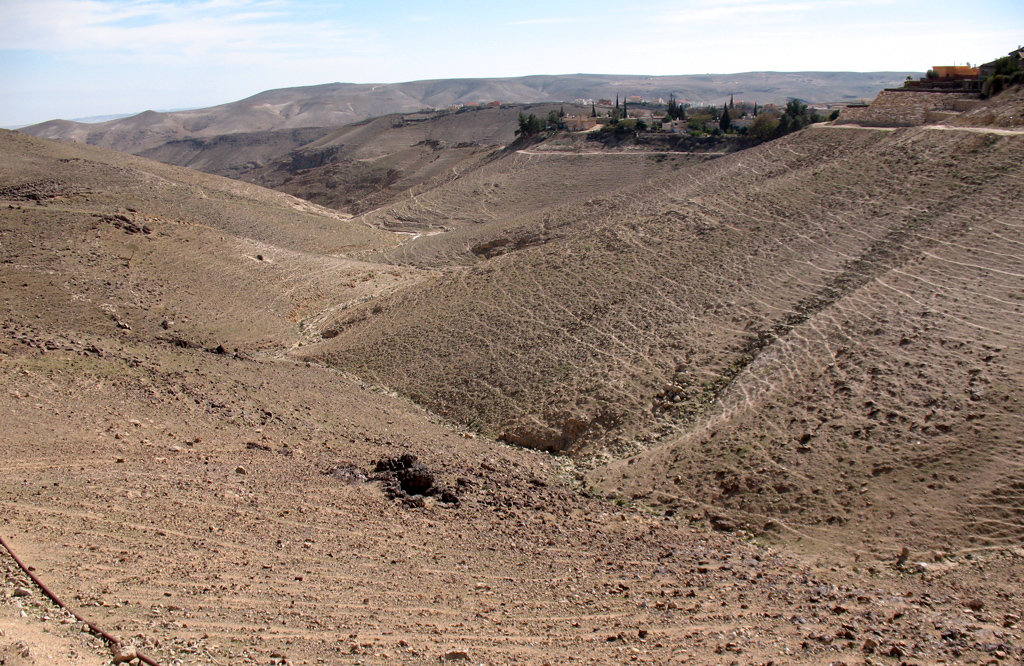
Arroyo de Pra'im

La parte occidental de Arad está formada por suelos de Loess, mientras que la parte oriental está formada por roca sedimentaria, que incluye creta, pedernal y dolomía.
La elevación de Arad oscila entre aproximadamente 361,5 y 631,1 metros (1186,0 y 2070,5 pies) sobre el nivel del mar, destacando el monte Kidod de unos(1968,5 pies), ubicado en el noreste de la ciudad. Otros picos dentro de los límites municipales incluyen el monte Kina de unos (2083,3 pies) y el monte Brir de (1761,8 pies). Hay varios arroyos que pasan por Arad, en particular el arroyo Ye'elim (que discurre a lo largo de la autopista 31) y el arroyo Tze'elim. Otros curso de agua incluyen Hesed, Keisan, Kidod, Kina, Malhata, Pra'im, Tavya y otros riachuelos.

## Arqueología
En el territorio se ha encontrado la más rica colección de óstracos del período bíblico, las Cartas de Arad.

## Ciudades hermanadas
Arad está hermanada con:
- Wilmington, Delaware, Estados Unidos
- Calama, Región de Antofagasta, Chile
- Dinslaken, Renania del Norte-Westfalia, Alemania
- Burlington, Vermont, Estados Unidos